# Bupleurum ajanense
Bupleurum ajanense là một loài thực vật có hoa trong họ Hoa tán. Loài này được (Regel) Krasnob. mô tả khoa học đầu tiên năm 1993.